# Angelci
Angelci (macedónul: Ангелци) település Észak-Macedóniában, a Délkeleti körzetben, a Vaszilevói járásban.

## Népesség
| Lakosok száma | 580  | 661  | 682  | 787  | 840  | 907  | 893  | 913  | 869  |
|               | 1948 | 1953 | 1961 | 1971 | 1981 | 1991 | 1994 | 2002 | 2021 |

- 2002-ben 913 lakosa volt, akik közül 857 macedón, 34 török, 1 szerb és 21 egyéb.